# Радомир Божовић
Радомир Рацо Божовић (Стијена, код Подгорице, 27. март 1915 — Београд, 22. март 2000), учесник Народноослободилачке борбе, генерал-мајор ЈНА и народни херој Југославије

## Биографија
Родио се 27. марта 1915. године у Стијени код Подгорице. Основну школу је завршио у родном месту, а трговачку академију у Подгорици. Запослио се као чиновник Поштанске штедионице. Након службовања у цивилству, конкурисао је и примљен је у школу за резервне пешадијске официре. По завршетку школовања унапређен је 1. децембра 1938. године у чин резервног пешадијског потпоручника. За време Априлског рата био је на дужности командира митраљеског вода 1. батаљона 29. пешадијског пука. Учесник је Тринаестојулског устанка. Био је командир вода и чете у Зетском партизанском одреду, а затим и командир вода у Црногорском батаљону 1. пролетерске бригаде. Учествовао је у Пљеваљској бици 1. децембра 1941. године. Током те године постао је члан КПЈ.
Од новембра 1942. године налазио се у Словенији где је са групом официра упућен као појачање словеначким јединицам. Био је заменик команданта и командант 1. словеначке партизанске бригаде. Са јединицом је изводио диверзантске акције на прузи Љубљана − Ново Место. Батаљон на челу са Божовићем је уништио шест композиција, а пруга је стално била у прекиду. Постављен је за команданта бригаде „Иван Цанкар”, а касније и за команданта 12. словеначке бригаде. Бригада је водила успешне борбе са Италијанима и Немцима у периоду од 16. до 30. новембра 1943. године. Био је заменик и начелник штаба 15. дивизије до октобра 1944. године и на служби у Главном штабу Словеније до марта 1945. када је упућен у Београд на курс за команданта дивизије. Од априла 1945. године био је на једногодишњем Вишем стрељачком курсу у СССР.
Након рата обављао је низ одговорних функција између осталих Заменик начелника одељења 1. армијске области, помоћник за територијалну одбрану команданта Никшићког војног подручја и помоћник за позадину Нишког војног подручја. У чин капетана унапређен је у мају 1943, мајора новембра исте године, потпуковника 1946, пуковника 1951 и генерал−мајора 1965. године.
Сахрањен је у Алеји народних хероја на Новом гробљу.
Носилац је Партизанске споменице 1941. и других бројних одликовања. Указом председника ФНР Југославије Јосипа Броза Тита, 27. новембра 1953. године, проглашен је за народног хероја.